# Пирвели-Даси
Пирвели-Даси (груз. პირველი დასი, Первая группа) — грузинское общественно-литературное течение в 1860—1880-е годы во главе с И. Г. Чавчавадзе.

## История
Сподвижниками И. Церетели были А. Церетели, Н. Николадзе, Я. Гогебашвили, позднее Важа-Пшавела, А. Казбеги. Представители группы выступали против крепостничества и его остатков, за социальное и национальное освобождение Грузии. Название группе дал в 1894 году Георгий Церетели, поскольку во второй половине 1860-х годов обозначилось противостояние И. Чавчавадзе со стороны Нико Николадзе, Георгия Церетели и Сергея Месхи (также Г. Церетели определённых как «Меоре-Даси» («Вторая группа»)), выступавших за ускоренное буржуазное развитие Грузии, Илья Церетели же весьма осторожно воспринимал новые социально-экономические веяния из Западной Европы.
В 1863 году трибуной группы ненадолго стал журнал Ильи Чавчавадзе «Сакартвелос моамбе» («Вестник Грузии»), в течение 1863 года вышло 12 номеров, после чего Чавчавадзе закрыл журнал по политическим и личным причинам. С 1877 взгляды группы выражала газета «Иверия».
Своей деятельностью представители группы определили целую эпоху в истории Грузии.